# لانس كروثر
لانس كروثر (بالإنجليزية: Lance Crouther)‏ هو كاتب سيناريو وممثل أمريكي، ولد في 13 مايو 1962. من الجوائز التي نالها جائزة إيمي.

## جوائز
- جائزة إيمي

## وصلات خارجية
- لانس كروثر على موقع IMDb (الإنجليزية)
- لانس كروثر على موقع ألو سيني (الفرنسية)
- لانس كروثر على موقع أول موفي (الإنجليزية)
- لانس كروثر على موقع قاعدة بيانات الفيلم (الإنجليزية)